# AC 378 GT Zagato
La AC 378 GT Zagato est une supercar dessinée par l'Italien Zagato et produite en Afrique du Sud pour le constructeur automobile britannique AC Cars.

## Naissance du projet
En 2009, le constructeur sud-africain Perana présente le concept Z-One, dessiné par Zagato. Mais la voiture sera finalement reprise par AC qui conservera le lieu de production et la mécanique.

## Moteur
Le V8 à 16 soupapes de la 378 GT est un moteur de Chevrolet Corvette. Il est en position longitudinale avant. Sa cylindrée est de 6 162 cm3 avec une puissance de 437 ch à 5 900 tr/min soit 583 N m à 4 600 tr/min pour 1 420 kg, ce qui donne un rapport poids/puissance de 4,09 kg/ch.

## Dans la culture populaire
La voiture est jouable dans Asphalt 8: Airborne et dans Gearclub Stradale.